# Елизабет фон Брауншвайг-Грубенхаген (1409 – 1452)
Елизабет фон Брауншвайг-Грубенхаген (на немски: Elisabeth von Braunschweig-Grubenhagen; * 1409, † 1452) от род Велфи (Стар Дом Брауншвайг), е херцогиня на Померания-Щетин.

## Живот
Дъщеря е на херцог Ерих I фон Брауншвайг-Грубенхаген (1383 – 1427) и Елизабет фон Брауншвайг-Гьотинген († 1444), дъщеря на херцог Ото I фон Гьотинген.
Елизабет се омъжва през 1431 г. за Казимир V (1380 – 1435) от династията на Грейфите (Померанска династия), херцог на Померания-Щетин. Тя е втората му съпруга. Те имат дъщеря Маргарета (* ок. 1439), омъжена на 26 май 1439 г. за граф Албрехт III фон Линдов-Рупин.
След смъртта на Казимир на 13 април 1435 г. Елизабет става абатеса на Гандерсхайм.